# Кьянти
Кья́нти (итал. Chianti) — итальянское сухое красное вино, производимое в регионе Тоскана на основе винограда сорта Санджовезе (не менее 80 %). Винодельческий регион состоит из нескольких микрозон (аппеллясьонов) уровней DOC и DOCG. Наиболее ценятся вина консорциума «Классическое Кьянти» (Chianti Classico). Белые вина, производимые в том же регионе, с 1967 года не могут называться «Кьянти».
Традиционно «Кьянти» было легко узнать по приземистой пузатой бутылке, оплетённой лыком, которая называется fiasco («фляга»), однако многие современные производители отказались от её использования.

## История
Название вина объясняется тем, что первоначально оно производилось в холмистом регионе Кьянти — некогда одной из провинций великого герцогства Тосканского. В архивных документах упоминания вина с этим названием прослеживаются с XIV века.
В 1716 году великий герцог Козимо III Медичи первым в мире установил границы винодельческого региона, определив, что вино марки «Кьянти» могут производить не только виноделы гористых селений Радда, Гайоле и Кастеллина (ныне они относятся к провинции Сиена), но и виноделы из Греве. При этом остался неурегулированным вопрос о том, из каких сортов винограда может изготавливаться данное вино.

В первой половине XIX века многие виноделы Кьянти стали в качестве основной лозы использовать канайоло вместо санджовезе. Этому новшеству воспротивился барон Беттино Рикасоли — крупный производитель вина, впоследствии возглавивший правительство объединённой Италии. В разных источниках приводятся различные варианты «формулы Рикасоли» для вина «Кьянти», но во всех вариантах как минимум 70 % составляет санджовезе. В XIX веке было законодательно закреплено, что оставшиеся 30 % могут составлять канайоло и белая мальвазия. 

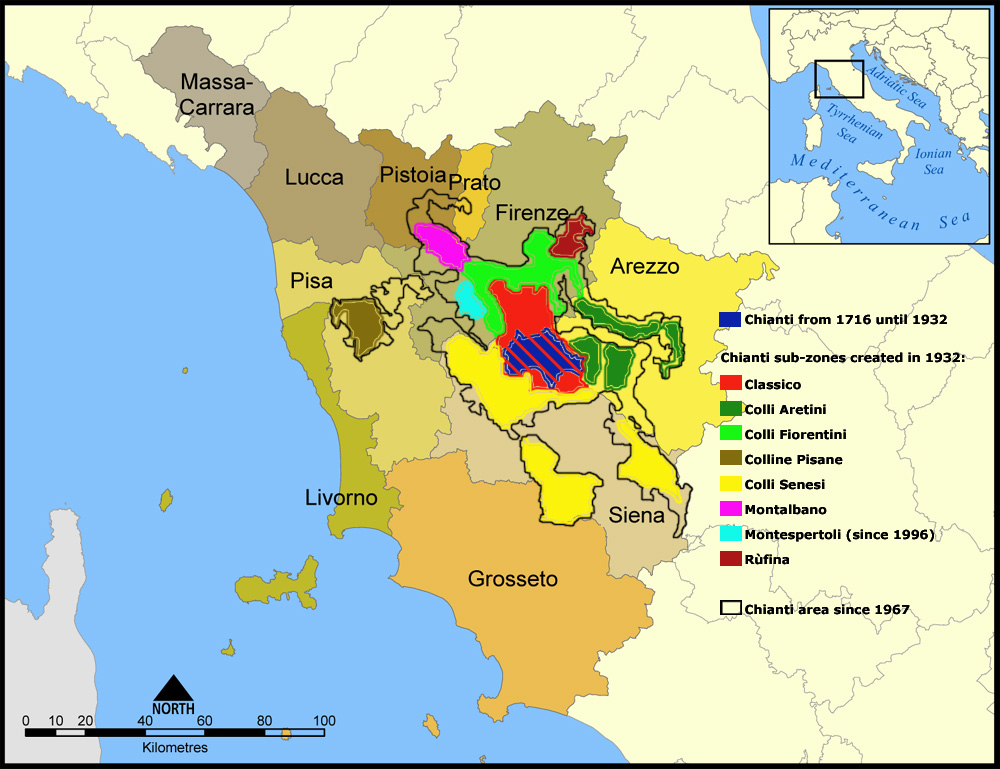
На карте показано постепенное расширение границ винодельческой зоны Кьянти

После реформы Рикасоли стали расти известность и популярность «Кьянти» за рубежом: вино не раз упоминается в русской поэзии серебряного века, его предлагают отведать Шерлоку Холмсу в «Этюде в багровых тонах» и т. д. В «прекрасную эпоху» это тосканское вино превратилось в одну из основных статей сельскохозяйственного экспорта Италии.
В условиях великой депрессии многие селения Тосканы желали получить право выпускать своё вино под маркой «Кьянти». Следствием их давления на правительство стал пересмотр двухсотлетних границ винодельческого региона, состоявшийся в 1932 году. Территория, утверждённая в 1716 году, отныне стала известна как «классическое Кьянти» (Chianti Classico), а вино с названием просто «Кьянти» обрели право выпускать шесть новых территорий: Colli Aretini («холмы Ареццо»), Colli Fiorentini («холмы Флоренции»), Colline Pisane («холмы Пизы»), Colli Senesi («холмы Сиены»), Montalbano, Rùfina. В 1967 году границы зоны «Кьянти» были вновь расширены, охватив теперь уже бо́льшую часть центральной Тосканы.
В связи с повышенным спросом на недорогие столовые вина без особых ухищрений, который наблюдался в первые десятилетия после Второй мировой войны, многие тосканские производители погнались за цифрами продаж, не обращая внимания на качество продукта. В эти годы мальвазия уступила место высокоурожайному, но малоароматному сорту треббиано, который давал до 30 % виноматериалов, используемых в бленде «Кьянти». Что касается санджовезе, стали использоваться варианты (клоны) сорта, не характерные для Тосканы, с наиболее высокой урожайностью и, соответственно, со слабыми ароматическими свойствами.
Те немногие производители центральной Тосканы, которые в 1960-е желали сохранить высокое качество, вообще стали отказываться от использования белых сортов винограда, выпуская вина из одного только санджовезе, либо стали добавлять в состав зарубежные сорта винограда вроде мерло. Их продукция отличалась высочайшим качеством, но не соответствовала требованиям аппеллясьона Кьянти, хотя и производилась на его территории. Для её обозначения американские журналисты в 1970-е годы придумали термин «Супертоскана».
Международный успех «супертосканских» вин (сопровождавшийся бурным ростом цен на них) заставил производителей «Кьянти» пересмотреть устаревшие подходы и стандарты. Доля белых сортов винограда в «Кьянти» стала уменьшаться, пока в 1995 году не было разрешено производить «Кьянти» без использования белых сортов винограда и даже полностью из санджовезе. Для производства Chianti Classico теперь разрешены не только местные, но и международные сорта вина.

## Характеристики
Кьянти традиционно выдерживается в больших бочках из славонского дуба в течение 4-7 месяцев. Для получения повышенной категории качества (Riserva) вина должны выдерживаться в дубе не менее 38 месяцев. Вина, которые соответствуют наиболее жёстким требованиям (в части урожайности лозы, полнотелости, количества сухих веществ и т. д.), но произведены за пределами зоны Chianti Classico, выпускаются на рынок как Сhianti Superiore.
| Сравнительная таблица технических условий производства «Кьянти» | Сравнительная таблица технических условий производства «Кьянти» | Сравнительная таблица технических условий производства «Кьянти» | Сравнительная таблица технических условий производства «Кьянти» | Сравнительная таблица технических условий производства «Кьянти» | Сравнительная таблица технических условий производства «Кьянти» | Сравнительная таблица технических условий производства «Кьянти» | Сравнительная таблица технических условий производства «Кьянти» | Сравнительная таблица технических условий производства «Кьянти» | Сравнительная таблица технических условий производства «Кьянти» | Сравнительная таблица технических условий производства «Кьянти» |
|                                                                 | normal                                                          | Classico                                                        | Colli Aretini                                                   | Colli Fiorentini                                                | Colli Senesi                                                    | Colline Pisane                                                  | Montalbano                                                      | Montespertoli                                                   | Rùfina                                                          | Superiore                                                       |
| --------------------------------------------------------------- | --------------------------------------------------------------- | --------------------------------------------------------------- | --------------------------------------------------------------- | --------------------------------------------------------------- | --------------------------------------------------------------- | --------------------------------------------------------------- | --------------------------------------------------------------- | --------------------------------------------------------------- | --------------------------------------------------------------- | --------------------------------------------------------------- |
| Макс. урожайность (т/га)                                        | 9.0                                                             | 7.5                                                             | 8.0                                                             | 8.0                                                             | 8.0                                                             | 8.0                                                             | 8.0                                                             | 8.0                                                             | 8.0                                                             | 7.5                                                             |
| Макс. урожайность (кг с 1 лозы)                                 | 4.0                                                             | 3.0                                                             | 4.0                                                             | 4.0                                                             | 4.0                                                             | 4.0                                                             | 4.0                                                             | 4.0                                                             | 4.0                                                             | 2.2                                                             |
| Мин. кол-во лоз/га                                              | 3300                                                            | 3350                                                            | 3300                                                            | 3300                                                            | 3300                                                            | 3300                                                            | 3300                                                            | 3300                                                            | 3300                                                            | 4000                                                            |
| Мин. возраст виноградника (лет)                                 | 3                                                               | 4                                                               | 4                                                               | 4                                                               | 4                                                               | 4                                                               | 4                                                               | 4                                                               | 4                                                               | 4                                                               |
| Мин.содержание сухого вещества (г/л)                            | 19                                                              | 23                                                              | 21                                                              | 21                                                              | 21                                                              | 21                                                              | 21                                                              | 21                                                              | 21                                                              | 22                                                              |
| Алкоголь, мин. (%)                                              | 11.5                                                            | 12.0                                                            | 11.5                                                            | 12.0                                                            | 11.5                                                            | 11.5                                                            | 11.5                                                            | 12.0                                                            | 12.0                                                            | 12.0                                                            |
| Минимальный возраст (мес.)                                      | 3                                                               | 10                                                              | 3                                                               | 9                                                               | 3                                                               | 3                                                               | 3                                                               | 6                                                               | 9                                                               | 9                                                               |

Ежегодно в продажу поступают порядка 8 млн бутылок «Кьянти». Вина низкого уровня достаточно дешёвы: самые простые стоят менее 7 евро за бутылку. Более утончённые «Кьянти» продаются по существенно более высоким ценам. Выше среднего — цены на Chianti Classico («Классическое Кьянти»).

## Классическое Кьянти
Chianti Classico — это небольшая часть винодельческой зоны Кьянти, расположенная между городами Флоренция и Сиена, долиной Греве, реками Пеза и Элза и холмами Кьянти, а именно 70 000 гектаров земель на территориях коммун Барберино-Валь-д'Эльса, Кастеллина-ин-Кьянти, Кастельнуово-Берарденга, Колле-ди-Валь-д'Эльса, Гайоле-ин-Кьянти, Греве-ин-Кьянти, Монтериджони, Радда-ин-Кьянти, Сан-Джиминьяно и Таварнелле-Валь-ди-Пеза. Данная микрозона имеет статус DOCG, гарантирующий высокое качество.

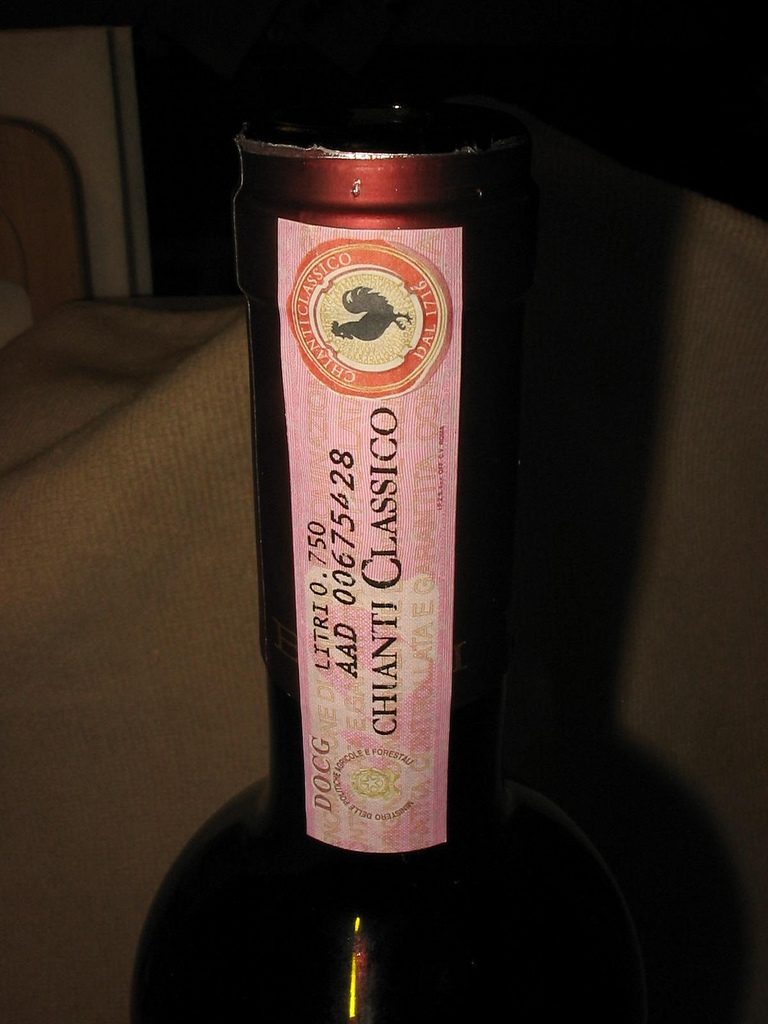
Фирменный знак консорциума производителей Chianti Classico

С 1 января 2018 года кьянти DOCG можно разливать только в Тоскане — таким образом, кьянти стало первым итальянским вином категории DOCG, разлив которого обязан осуществляться в месте его рождения.
Вина Chianti Classico производятся преимущественно из санджовезе, который местными виноделами считается исконно итальянским сортом, культивируемым в этой местности на протяжении сотен лет. Допускается добавление других видов чёрного винограда, но не более 20 %. C 2004 года для производства Chianti Classico запрещено использование белых сортов винограда. Вина классифицируются по трём категориям, в зависимости от срока выдержки: Annata — 12 месяцев, Riserva — 24, Gran Selezione — 30.
Все вина этого аппеллясьона маркируются специальным знаком, на котором изображён силуэт чёрного петуха в красном круге.

## Белые вина
В зоне Кьянти по-прежнему выращивают много белого винограда треббиано, используемого для производства столовых вин, а также как компонент красного «Кьянти». С 1967 года под маркой «Кьянти» разрешено выпускать только красные вина. Вино, прежде известное как «белое кьянти» (Chianti Bianco), сейчас поступает в продажу под разными названиями, предусмотренными правилами соответствующего аппелясьона. При несоответствии требованиям аппеллясьонов они продаются под названием региона Toscana IGT или даже просто с отметкой Trebbiano.

## Другие тосканские вина
В основе традиционных тосканских красных вин лежит виноград санджовезе. Самое дорогое и насыщенное из вин Тосканы, «Брунелло ди Монтальчино», производится из особого клона этого винограда, известного как sangiovese grosso. «Нобиле ди Монтепульчано» — своего рода премиальное «Кьянти» — с давних пор ценится за точность выражения терруара. Примерно в одной ценовой категории с «Кьянти» находятся тосканские вина Карминьяно и Мореллино ди Сканзано. При желании производители из Монтальчино и Монтепульчано имеют право выпускать свои вина под маркой «Кьянти», однако на практике это большая редкость.